# Berkeley Software Distribution
Berkeley Software Distribution (BSD) azon UNIX leszármazottak gyűjtőneve, amelyeknek elődjét az 1970-es években kezdték el fejleszteni a Kaliforniai Egyetemen Berkeley-ben.

## Története

Unix, A Unix rendszerek leszármazottai.

### PDP–11-es kezdetek
Az 1970-es évek elején a korai Unix disztribúciókat, melyek a Bell Labstól származtak, forráskóddal együtt adták át a kutatóknak és az egyetemeknek, hogy saját maguk számára fejlesszék, bővítsék a rendszert. A Berkeley-n az első Unix rendszert 1974-ben telepítették a PDP-11 miniszámítógépre, hogy azt a számítástechnikai tudományok tanszék (computer science) széles körű kutatásaira használják.
Más egyetemek is elkezdtek érdeklődni a Berkeley rendszere iránt, így 1977-ben Bill Joy, aki a Berkeley-n szerezte a diplomáját, összegyűjtötte a kibővített rendszer komponenseit és mágnesszalagos meghajtóval kiírta, s ezzel megszületett a first Berkeley Software Distribution (1BSD). Az 1BSD inkább egy kiegészítő (add-on) volt a Sixth Edition Unix-hoz (hatodik Unix Verzió), mintsem egy önálló operációs rendszer.
1978-ban adták ki a következő változatot, mely a Second Berkeley Software Distribution (2BSD) nevet viselte. Az 1BSD-hez képest számos frissítést tartalmazott, és bővült is két új programmal, melyeket Joy készített. Ezek a vi szövegszerkesztő (ami vizuális változata volt az Ex szövegszerkesztőnek) és a C shell, amelyek a mai napig a Unix rendszereken megtalálhatóak.
A későbbi 2BSD kiadás VAX-alapú processzorra való hordozhatóságot (portolást) tartalmazott, amit a PDP–11-re backportoltak.

### VAX verziók
A VAX számítógépet 1978-ban állították be a Berkeley-ben, de a unixos VAX port, a UNIX/32V, nem tudta kihasználni a VAX számítógépek virtuális memóriájának kapacitását. A kernelt a 32V-ről leginkább az egyetem diákjai fejlesztették, beleértve a virtuális memória implementációt, valamint a teljes operációs rendszert és az új kernelt, a 2BSD portja a VAX rendszerre, beleértve a programokat is a 32V-ről 3BSD néven publikálták 1979 végén.
A 3BSD sikere leginkább a Defense Advanced Research Projects Agency-nek (DARPA) köszönhető, amely megalapította a Berkeley Computer Systems Research Group-ot (CSRG), ami egy standard Unix platformot kívánt fejleszteni a DARPA jövőbeli kutatásai számára. A CSRG 1980 októberében, 4BSD néven adta ki saját Unix verzióját, mely számos újítást tartalmazott a 3BSD rendszerhez képest.
A 4.1BSD (1981 júniusában jelent meg) heves kritikákat váltott ki, különösen a BSD minőségével kapcsolatban, amely alapjában véve ugyanazon területet fedte le, mint a VAX operációs rendszer, a VMS. A 4.1BSD kernelt rendszeresen finomhangolta Bill Joy, amíg a rendszer el nem érte a VMS által teljesített mutatókat. (A kiadást nem hívták 5BSD-nek, hogy elkerüljék az összeütközést az AT&T UNIX System V kiadásával.)
A 4.2BSD két év implementációja és alapos ellenőrzés után jelent meg. A hivatalos kiadás előtt három közbenső kiadás jött ki: a 4.1a magában foglalt egy módosított verziójú BBN-es alapvető (minimális) TCP/IP implementációt; a 4.1b tartalmazta az új Berkeley Fast File System-et, melyet Marshall Kirk McKusick implementált; és végül a 4.1c volt az utolsó átmeneti kiadás/fejlesztés a néhány hónappal később megjelent 4.2BSD kiadásig.
A hivatalos 4.2BSD kiadás 1983 augusztusában érkezett meg. Figyelemre méltó, hogy 1982 óta ez az első verzió, amelyben Bill Joy segédkezett a SUN révén; Mike Karels és Marshall Kirk McKusick voltak a vezetők, s alkották a szabályokat a projekten belül – Joy távozása után. Pletykák szerint, itt debütált a BSD Daemon, melyet McKusick rajzolt meg, hogy majd az USENIX nyomtatott manuáljain díszelegjen.

### 4.3BSD kiadások
A 4.3BSD 1986 júniusában jelent meg. A legnagyobb változásokat azok a teljesítménynövelő fejlesztések jelentették, amelyek nagyban javították a megbízhatóságot a 4.2BSD-hez képest. Az előző BSD kiadások a BBN TCP/IP implementációját tartalmazták, ám az újabb kiadás már jelentősen eltért a BBN hivatalos implementációjától.

### A Net/2 és a problémák
A Net/1 után, a BSD fejlesztő Keith Bostic úgy döntött, hogy megpróbál egy nem-AT&T alapú BSD rendszert ugyanolyan licenc alatt kiadni, mint amilyennel a Net/1-et is kiadták. Első lépésként elkezdte újraimplementálni a legtöbb szabványos Unix programot, anélkül, hogy egyetlen sornyi AT&T kódot is felhasznált volna. Például a vi-t (szerkesztő), amely eredetileg a hagyományos Unix-szerkesztőn, az ed-en alapult, újraírta, úgy, mint nvi, vagyis new vi (új vi). A 18 hónapban minden AT&T programot eltávolított és úgy határozott, hogy csak néhány AT&T fájlt hagy meg a kernelben. Ezeket a fájlokat később eltávolították és ennek következtében 1991 júniusában kiadta a Net/2-t, egy későbbi teljes operációs rendszert, mely egyben szabad terjesztés volt.
A Net/2 alapvetően két különféle porttal rendelkezett: az egyik az Intel 80386-ra volt elkészítve, s ez ez egy ingyenes 386BSD volt, amelyet William Jolitz neve fémjelzett; a másik a proprietary-féle BSD/OS volt, mely mögött a Berkeley Software Design (BSDi) állt. 386BSD önmagában véve rövid életű volt, de nélkülözhetetlen alapot jelentett a NetBSD-nek és a FreeBSD-nek egyaránt, amelyek nem sokkal a 386BSD után jelentek meg.
BSDi nem sokkal később jogi perpatvarba keveredett az AT&T leányvállalatával a UNIX Systems Laboratories (USL). Az USL, birtokolta a System V kódjait, valamint a Unix márkanevet. Az USL v. BSDi ügyben 1992-ben készültek el az iratok, de megoldatlan volt a Net/2 addig, amíg az USL szerzői jogainak érvényességét nem tudták bizonyítani.

## Struktúra
Hasonlóan az AT&T Unix-hoz, a BSD kernel is monolitikus, ami azt jelenti, hogy az eszközmeghajtók privilegizált módban futnak, s szerves részét képezik az operációs rendszer magjának. A korai BSD verziók melyek a Sun Microsystems SunOS rendszeréből valók, alapozták meg az első hangjait a népszerű Unix munkaállomásoknak.

## BSD változatok
A jelenlegi Unix-like operációs rendszerek, melyek a BSD-ből származtathatóak:
- BSD/OS (megszűnt)
- FreeBSD
  - DragonFly BSD
    - FireFlyBSD

  - Freesbie (live CD változat)
  - PC-BSD
  - PicoBSD
  - TrustedBSD – Ez önmagában még nem operációs rendszer, a projekt célja, hogy biztonságos kiterjesztéseket készítsen a FreeBSD-hez
  - ClosedBSD
  - pfSense
  - m0n0wall
- NetBSD
  - OpenBSD
    - ekkoBSD (megszűnt)
    - MicroBSD
    - MirOS BSD
- NEXTSTEP
  - OpenStep (fölöslegessé vált a Mac OS X és a Mac OS X Server miatt)
- Darwin (Hybrid változata a FreeBSD 4.5-nek és a Nextstep (Mac OS X része)
  - Mac OS X

## I386
IBM-kompatibilis PC-k az Intel 80386 kompatibilis processzorok alkalmazása óta alkalmasak Unix, BSD és Linux operációs rendszerek futtatására. Legfőbb ok az, hogy az i386 az azt megelőző 80286, 8086 és 8088 processzorokkal ellentétben már preemtive processzor, azaz task-ok futását oly mértékben támogatja, hogy képes egy task-ot annak készséges együttműködése ellenére is a processzorra várakoztatni, vagy akár fel is számolni.

### További olvasmányok
- Chris Dibona, Mark Stone, Sam Ockman, Open Source (Organization), Brian Behlendorf and J. Scott Bradner. Open Sources: Voices from the Open Source Revolution. O'Reilly & Associates, 1999. Trade paperback, 272 pages. ISBN 1-56592-582-3. Online at http://www.oreilly.com/catalog/opensources/book/toc.html; Chapter on BSD – „Twenty Years of Berkeley Unix - From AT&T-Owned to Freely Redistributable”